# Hezly Rivera
Hezly Rivera (Hackensack, 4 de junio de 2008) es una deportista estadounidense de ascendencia dominicana que compite en gimnasia artística. Participó en los Juegos Olímpicos de París 2024, obteniendo una medalla de oro en la prueba por equipos (junto con Simone Biles, Jade Carey, Jordan Chiles y Sunisa Lee).

## Palmarés internacional
| Juegos Olímpicos | Juegos Olímpicos | Juegos Olímpicos | Juegos Olímpicos     |
| Año              | Lugar            | Medalla          | Prueba               |
| ---------------- | ---------------- | ---------------- | -------------------- |
| 2024             | París (Francia)  | Medalla de oro   | Concurso por equipos |